# ISO 3166-2:GL
ISO 3166-2:GL er Grønlands del af ISO 3166-2, som er del af ISO 3166-standarden udgivet af International Orginazation for Standardization (ISO), som definerer koder for navne til hovedinddelingerne (f.eks. delstater eller regionr) af alle land med kode i ISO 3166-1. 
For Grønland er der defineret koder for fire kommuner. Nordøstgrønlands Nationalpark og Thule Air Base, indgår ikke i nogen kommune, og har derfor ingen kode.
Hver kode består af to dele, der er adskilt af en bindestreg. Første del er GL, ISO 3166-1 alfa-2-koden for Grønland. Anden del er to bogstaver.

## Nuværende koder
| Kode  | Navn       |
| ----- | ---------- |
| GL-KU | Kujalleq   |
| GL-QA | Qaasuitsup |
| GL-QE | Qeqqata    |
| GL-SM | Sermersooq |

## Ændringer
Følgende ændringer i Grønlands opslag er blev kundgjort i nyhedsbrev fra ISO 3166/MA siden ISO 3166-2 først blev udgivet i 1998:
| Nyhedsbrev      | Dato       | Ændringsbeskrivelse                                                    | Ændring                          |
| --------------- | ---------- | ---------------------------------------------------------------------- | -------------------------------- |
| Nyhetsbrev II-2 | 2010-06-30 | Tillæg og opdatering af administrativ struktur og liste- og kodekilder | Inddelinger lagt til: 4 kommuner |